# Mimi šéf
Mimi šéf (v anglickém originálu The Boss Baby) je americký animovaný film z roku 2017. Jeho režisérem byl animátor Tom McGrath. Scénář napsal Michael McCullers podle knihy The Boss Baby (2010) od Marly Frazee. Hlavní postavy namluvili Alec Baldwin (Theodore Lindsey Templeton) a Miles Bakshi (Timothy Leslie Templeton jako dítě), dalšími dabéry byli například Steve Buscemi (Francis E. Francis), Jimmy Kimmel (Ted Templeton) a Lisa Kudrow (Janice Templeton). Děj je vyprávěn z pohledu staršího Timothyho, jehož hlas namluvil Tobey Maguire. Zápornou postavu Francise E. Francise, kterou namluvil Buscemi, měl původně namluvit Kevin Spacey.
Hudbu k filmu složili Hans Zimmer a Steve Mazzaro. Snímek měl premiéru 12. března 2017 na Miamském mezinárodním filmovém festivalu.

## Nominace a ocenění
| Ocenění                                 | Datum ceremoniálu | Kategorie               | Nominovaný | Výsledek |
| --------------------------------------- | ----------------- | ----------------------- | ---------- | -------- |
| Detroit Film Critics Society            | 7. prosince 2017  | Nejlepší animovaný film | Mimišéf    | nominace |
| North Carolina Film Critics Association | 2. ledna 2018     | Nejlepší animovaný film | Mimišéf    | nominace |
| Oscar                                   | 4. března 2018    | Nejlepší animovaný film | Mimišéf    | nominace |
| Satellite Awards                        | 10. února 2018    | Nejlepší animovaný film | Mimišéf    | nominace |